# Elutrolampis
Elutrolampis is een geslacht van rechtvleugeligen uit de familie Romaleidae. De wetenschappelijke naam van dit geslacht is voor het eerst geldig gepubliceerd in 1978 door Descamps.

## Soorten
Het geslacht Elutrolampis omvat de volgende soorten:
- Elutrolampis cinctipennis Stål, 1878
- Elutrolampis insularis Amédégnato & Poulain, 1986
- Elutrolampis ornatifemur Descamps, 1978
- Elutrolampis segmentata Descamps, 1983
- Elutrolampis vittatipennis Descamps, 1978